# Fonts d'Olot
A Olot s'hi poden trobar diverses fonts:
- Font de la Moixina: Es troba en els paratges de La Moixina, en el mateix indret on trobem la Deu Vella i la Deu Nova. Es tracta d'una font amb pedres que ens parlen d'altres èpoques, que ens porten mil records.

- Font de Sant Roc: Es troba al final d'un passeig molt a prop de la zona dels Tussols i a l'inici de la Ruta del Carrilet.

- Font de les Tries: Bell i concorregut paratge amb una font que duu el mateix nom, a l'entrada nord-est d'Olot, en una de les raconades del riu Fluvià al seu pas per la ciutat.

- Font de la Deu: La Deu Vella i la Deu Nova es troben al bell mig d'un paratge declarat Parc Artístic Nacional. La Deu Nova és fàcilment accessible, però la Deu Vella es troba envoltada d'aiguamoixos i abundant vegetació.

- Fonts de la vil·la vella: Encara que nombroses en altres temps, cal esmentar-ne dues de les més populars i monumentals que es troben dins del nucli antic. La Font de l'Àngel, a la plaça Mora i la Font del Conill, a la plaça del mateix nom.

- Font Castanys: La Font del Parc Nou. En el marc d'un esplèndid jardí botànic de flora autòctona, aquesta font ha estat l'alegria de la mainada i el refresc pel passejant que va a gaudir de la pau i la verdor de l'indret, on hom hi pot trobar roures de més de 250 anys i 25m d'alçada.
- Font del Conill: És d'estil barroc i fou creada l'any 1666 a l'edat moderna i està situada a la plaça del conill.